# A Szovjet Sarkvidék Védelméért emlékérem
A Szovjet Sarkvidék Védelméért emlékérem (oroszul: Медаль «За оборону Советского Заполярья», transzliteráció: Za oboronu Szovetszkovo Zapoljarja) második világháborús szovjet katonai kitüntetés, melyet 1944. december 5-én alapítottak. Tervezője V. Alov alezredes tervei alapján Alekszej Ivanovics Kuznyecov volt.

## Az elismerésről
A kitüntetés annak állít emléket, hogy a németek és szövetségeseik elleni küzdelemben 1941. június 22. és 1944. november 1. között a Szovjet Sarkvidék második világháború alatti védelme során megvívott harcokban (a folytatólagos és a lappföldi háború) milyen áldozatos és hősies helytállást követelt a térséget védő Vörös Hadseregtől, a haditengerészettől,  az NKVD katonáitól, valamint az ott élő civilektől.
A kitüntetést a mellkas bal oldali részén lehetett viselni. Sorrendjét tekintve megelőzte a Kaukázus Védelméért emlékérem és az attól magasabb elismerések, valamint követte Az 1941–1945-ös Nagy Honvédő Háborúban Németország Fölött Aratott Győzelemért érdemérem.
A katonákon kívül azok a személyek is megkaphatták, akik közvetlenül a harcokban nem vettek részt, de tevékenységükkel biztosították a harcolókat. Így hivatalosan megkapták Murmanszk regionális és városi intézményeinek alkalmazottai és a katonai egészségügyi szervezetek állománya is.

### Az elismerés adományozásának szabályai
A kitüntetés adományozásául az alábbi feltételekkel kellett rendelkezni:
Megkaphatták,
- azok a katonai és polgári egységek és intézmények állományába tartozók, akik a Vörös hadsereg, a haditengerészet vagy az NKVD, kötelékében részt vettek a védelmi feladatokban a Szovjet Sarkvidék területén legalább 6 hónapon keresztül.
- azok a katonai és polgári egységek és intézmények állományába tartozók, akik részt vettek a különböző ügyeleti szolgálatokban 1944. szeptember 20. és november 1. között függetlenül az egyén tartózkodásának terjedelmétől.
- azok a munkások, alkalmazottak és más polgári személyek, akik közvetlenül részt vettek a védelmi feladatokban, a Szovjet Sarkvidék területén legalább 6 hónapon keresztül.
- azok a polgári személyek vagy egyéb résztvevők, akik a harcok során megsérültek vagy a Szovjet Sarkvidék védelméhez szükséges megrendeléseket teljesítették függetlenül azok időtartamától.

## Külalakja
A kitüntetés átmérője 32 milliméter és az anyaga sárgaréz. Az emlékérem előnézeti oldalán egy vöröskatona mellalak látható téli öltözetben, kezében Spagin-géppisztollyal. Bal oldalon látható a katona mögött egy hadihajó körvonala, körülötte repülőgépek sziluettjei és a katona előtt vonuló tankok láthatók.
Az érme elülső oldalán körben peremet képeztek, melyben a felső részen körben felirat «ЗА ОБОРОНУ СОВЕТСКОГО ЗАПОЛЯРЬЯ» (Szovjet Sarkvidék Védelméért) az alsó részen egy ötágú csillagot zászlók öveznek.
A hátoldalon olvasható felirat «ЗА НАШУ СОВЕТСКУЮ РОДИНУ» fordítása a szovjet hazánkért. A felirat felett középen sarló és kalapács látható. Az érme minden felirata és képe domború.
Az éremhez tartozó 24 milliméteres kék selyem moaré szalagsáv közepén zöld 6 milliméter széles zöld sáv fut. A kék és zöld színű részeket vékony fehér szegő határolja minden oldalról.
1995. január 1-jéig összesen 353 240 fő részesült ebben a kitüntetésben és egyfajta veterán szovjet katonai kitüntetéssé is vált. Hasonlóan a Szovjetunió által adományozott kitüntetések nagy részéhez már nem adományozható, viszont a gyűjtők körében nagy becsben tartott és népszerű darab.

## Fordítás
- Ez a szócikk részben vagy egészben  a(z)   Медаль «За оборону Советского Заполярья» című orosz Wikipédia-szócikk ezen változatának fordításán alapul.  Az eredeti cikk szerkesztőit annak laptörténete sorolja fel. Ez a jelzés csupán a megfogalmazás eredetét és a szerzői jogokat jelzi, nem szolgál a cikkben szereplő információk forrásmegjelöléseként.